# نیام عرضی
نیام عرضی یا (فاسیای عرضی) (به انگلیسی: Transversalis fascia)، یک غشای صفاقی نازک است که بین سطح داخلی عضله عرضی شکم و فاسیای خارج صفاقی قرار دارد.
نیام عرضی بخشی از لایه کلی فاسیا را تشکیل می‌دهد که دیواره شکم را پوشانده‌است و نیام مستقیماً با فاسیای ایلیاک و لگنی ادامه می‌یابد.
فاسیای عرضی در ناحیه اینگوینال ضخیم و متراکم است و به فیبرهای صفاق عضله عرضی شکم چسبیده‌است. فاسیا با بالا رفتن به دیافراگم نازک می‌شود و با نیامی که سطح تحتانی این عضله را می‌پوشاند، درآمیخته می‌گردد.

## نگارخانه

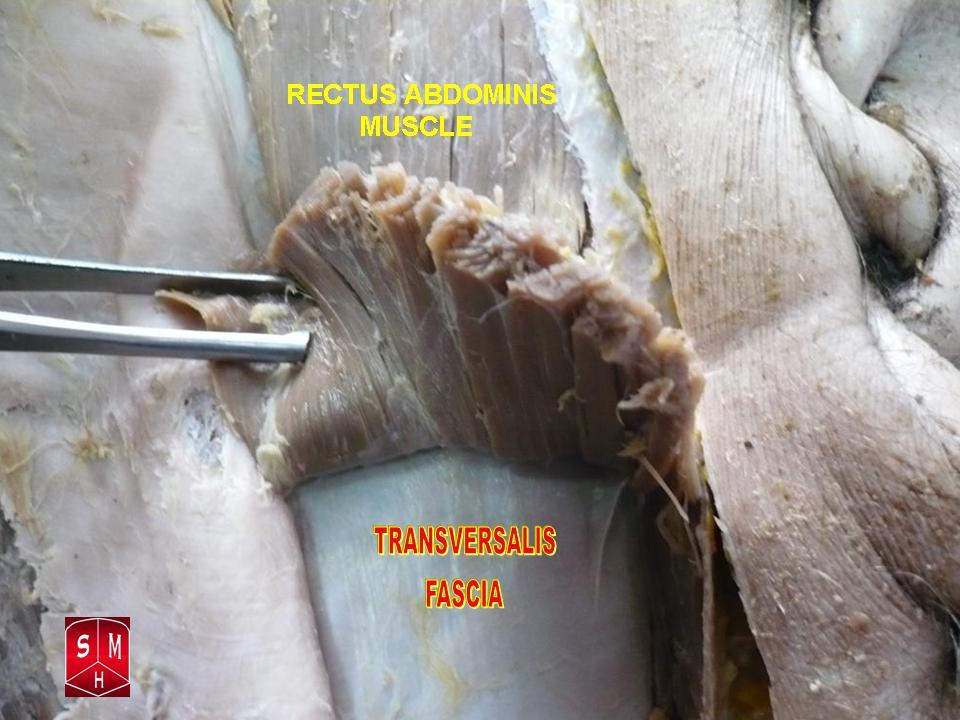
فاسیای عرضی
نمودار غلاف رکتوس.
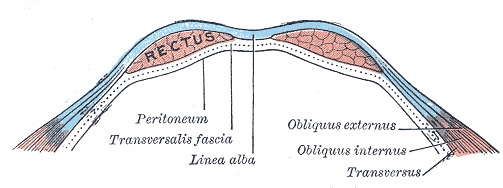
نمودار یک مقطع عرضی از طریق دیواره قدامی شکم، زیر خط نیم دایره ای.
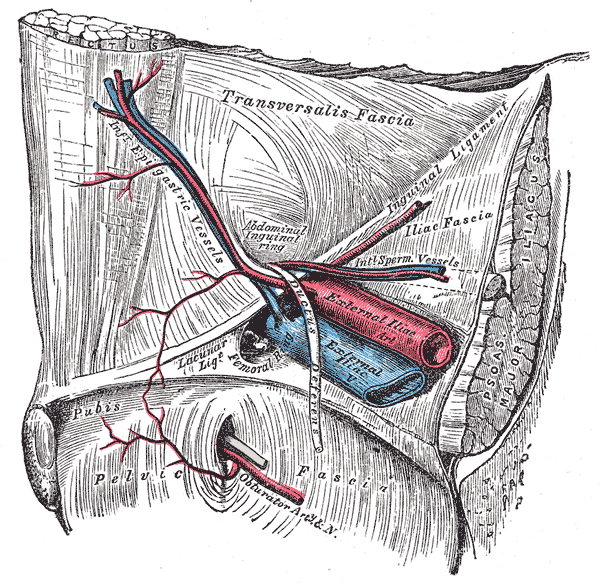
Gray547.png